# NGC 1595
NGC 1595 est une galaxie elliptique située dans la constellation du Burin.  NGC 1595 a été découverte par l'astronome britannique John Herschel en 1837.

## Caractéristiques
Sa vitesse par rapport au fond diffus cosmologique est de 4 799 ± 12 km/s, ce qui correspond à une distance de Hubble de 70,8 ± 5,0 Mpc (∼231 millions d'al).
À ce jour, trois mesures non basées sur le décalage vers le rouge (redshift) donnent une distance de 38,633 ± 16,919 Mpc (∼126 millions d'al), ce qui est loin à l'extérieur des valeurs de la distance de Hubble. Notons que c'est avec la valeur moyenne des mesures indépendantes, lorsqu'elles existent, que la base de données NASA/IPAC calcule le diamètre d'une galaxie et qu'en conséquence le diamètre de NGC 1595 pourrait être d'environ 51,3 kpc (∼167 000 al) si on utilisait la distance de Hubble pour le calculer.

## Groupe de la Carafe
NGC 1595 est une galaxie du groupe de la Carafe,. Ce groupe est constitué de trois galaxies qui sont à des distances semblables de la Voie lactée et qui sont dans la même région de la constellation du Burin. Ces galaxies sont PGC 15172, NGC 1595 et NGC 1598.